# Xyphon dyeri
Xyphon dyeri är en insektsart som beskrevs av Gibson 1919. Xyphon dyeri ingår i släktet Xyphon och familjen dvärgstritar. Inga underarter finns listade i Catalogue of Life.